# Uniwersytet Nankiński
Uniwersytet Nankiński (chiń. upr. 南京大学; chiń. trad. 南京大學; pinyin Nánjīng Dàxué) – chińska publiczna uczelnia wyższa, zlokalizowana w Nankinie.
Uczelnia została utworzona w 1902 roku jako Sanjiang Normal School, potem stopniowo ewoluowała i zmieniała nazwy na Narodowy Uniwersytet Południowowschodni, Czwarty Narodowy Uniwersytet Sun Jat-sena, Narodowy Uniwersytet Centralny, Narodowy Uniwersytet Nankiński. Obecną nazwę, Uniwersytet Nankiński uczelnia przyjęła w 1950 roku. W 1952 Uniwersytet Nankiński został, w ramach restrukturyzacji szkolnictwa wyższego w Chinach połączony z Uniwersytetem Ginling (w latach 1913–1951 Ginling College). 
W ramach uczelni funkcjonują następujące jednostki: 
- Wydział Historii
- Zakład Filozofii i Studiów Religijnych
- Wydział Dziennikarstwa i Komunikacji
- Wydział Prawa
- Wydział Gospodarki
- Wydział Studiów Zagranicznych
- Wydział Nauk Politycznych
- Wydział Zarządzania Informacją
- Wydział Nauk Społecznych i Behawioralnych
- Zakład Matematyki
- Wydział Fizyki
- Wydział Astronomii i Nauk o Kosmosie
- Wydział Chemii i Inżynierii Chemicznej
- Wydział Inżynierii i Nauk Komputerowych
- Wydział Elektroniki i Elektrotechniki
- Wydział Nauk Stosowanych
- Wydział Ochrony Środowiska
- Wydział Nauk o Ziemi
- Wydział Nauk Geograficznych i Oceanograficznych
- Wydział Nauk o Atmosferze
- Wydział Nauk Biologicznych
- Wydział Medyczny
- Wydział Zarządzania
- Wydział Inżynierii Oprogramowania
- Wydział Architektury i Urbanistyki
- Instytut dla Studentów Międzynarodowych